# 道の駅一本松展望園
道の駅一本松展望園（みちのえき いっぽんまつてんぼうえん）は、岡山県瀬戸内市にある岡山県道397号寒河本庄岡山線の道の駅である。
一本松ICが併設されている。

## 施設
道の駅黒井山グリーンパークと並ぶ、岡山ブルーラインの休憩施設である。
- ミニSL
- 駐車場
  - 普通車：239台
  - 大型車：19台
  - 身障者用：2台
- トイレ
  - 男：大 7器・小 17器
  - 女：18器
  - 多目的：1器
- 公衆電話：1台
- レストラン（地元漁協や農協などが出店する売店や、レストランなどがある。）
  - 「ブルーライン一本松」 (9:30 - 16:30)
  - 「カフェオンブルー」 (10:00 - 18:00)
  - 「焼蔵」 (11:00 - 14:00)
- 売店
- 公園
- 展望台

## 休館日
- 無休（以下の施設は除く）
- 毎週火曜日（「焼蔵」のみ）
- 毎週金曜日（「カフェオンブルー」のみ）

## アクセス
- 岡山県道397号寒河本庄岡山線（岡山ブルーライン） - 登録路線

## 隣
岡山ブルーライン
虫明IC - 道の駅一本松展望園・一本松IC - 邑久IC